# Stefan Schlede

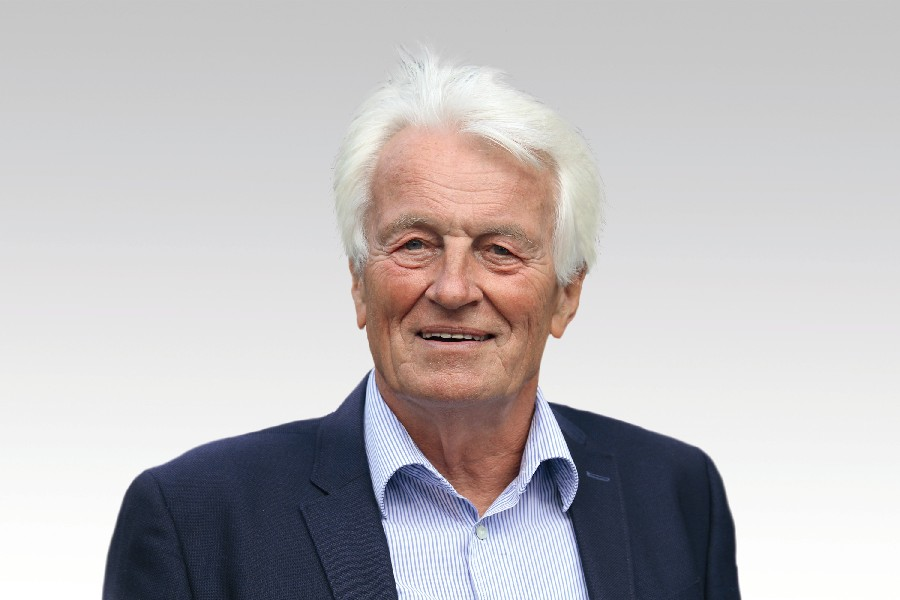
Stefan Schlede

Stefan Schlede (* 24. August 1940 in Berlin; † 10. März 2024 ebenda) war ein deutscher Lehrer und Politiker (CDU).

## Leben
Stefan Schlede legte 1959 sein Abitur ab und studierte anschließend Geschichte und Anglistik. 1968 legte er an der Freien Universität Berlin sein erstes Staatsexamen ab, 1971 sein zweites Staatsexamen. 1973 wurde er zum Studienrat ernannt.
Schlede arbeitete noch während des Studiums an der John-F.-Kennedy-Schule in Zehlendorf. Von 1975 bis 1991 war er – als Oberstudiendirektor im Kirchendienst – der Schulleiter der Katholischen Schule St. Marien in Neukölln.
Von 2010 bis 2022 war Stefan Schlede zunächst Mitglied, dann Vorsitzender des Beirates des Brandenburg-Preußen Museums in Wustrau (Landkreis Ostprignitz-Ruppin).

## Landespolitiker
Stefan Schlede trat 1979 der CDU bei. Von 1997 bis 2001 gehörte er dort dem Kreisvorstand Zehlendorf an, von 1998 bis 2001 war er stellvertretender Landesvorsitzender der CDU Berlin. Ferner war er dort bildungspolitischer Sprecher, Vorsitzender des Landesforums Schule und Mitglied des Bundesfachausschusses für Bildungspolitik. Bis 2019 war er Ortsvorsitzender der CDU Wannsee und seitdem deren Ehrenvorsitzender. Er war Landesparteitagsdelegierter und Vorsitzender des Landesfachausschusses für Bildung.
Schlede gehörte von 1984 bis 1991 der Bezirksverordnetenversammlung von Zehlendorf an. Von 1991 bis 1995 war er Bezirksstadtrat für Bildung und Kultur, von 1995 bis 1999 war er stellvertretender Bürgermeister. Damals wurde sein Bezirksstadtratsamt um die Ressorts Personal und Verwaltung erweitert.
Bei den Wahlen zum Abgeordnetenhaus 1999 wurde Schlede im Wahlkreis Steglitz 2 direkt gewählt. Dem Abgeordnetenhaus gehörte er bis zur Auflösung 2001 an. Eine Wiederwahl im Wahlkreis Steglitz-Zehlendorf 2 scheiterte. Schlede trat 2006 nicht mehr für das Direktmandat an, 2011 nur auf der Liste. Am 18. November 2011 rückte er über die Bezirksliste in das Abgeordnetenhaus nach. Er ersetzte das Mandat der ausgeschiedenen Cerstin-Ullrike Richter-Kotowski. Schlede war dort Kulturpolitischer Sprecher der CDU und stellvertretender Vorsitzender des Ausschusses für Kulturelle Angelegenheiten des Abgeordnetenhauses. 2016 schied Stefan Schlede aus dem Parlament aus.